# Pegomya polygoni
Pegomya polygoni är en tvåvingeart som först beskrevs av Johann Heinrich Kaltenbach 1864.  Pegomya polygoni ingår i släktet Pegomya och familjen blomsterflugor.
Artens utbredningsområde är Tyskland. Inga underarter finns listade i Catalogue of Life.